# Callicostella daltoniaecarpa
Callicostella daltoniaecarpa är en bladmossart som beskrevs av Brotherus 1907. Callicostella daltoniaecarpa ingår i släktet Callicostella och familjen Hookeriaceae. Inga underarter finns listade i Catalogue of Life.